# اواکفیلد (آیووا)
اواکفیلد (به انگلیسی: Oakfield) یک منطقهٔ مسکونی در ایالات متحده آمریکا است که در آیووا واقع شده‌است. اواکفیلد ۳۹۰٫۱۵ متر بالاتر از سطح دریا قرار دارد.